# Mesoperlina martynovi
Mesoperlina martynovi är en bäcksländeart som beskrevs av Zhiltzova 1970. Mesoperlina martynovi ingår i släktet Mesoperlina och familjen rovbäcksländor. Inga underarter finns listade i Catalogue of Life.